# Bruinkapmiervogel
De bruinkapmiervogel (Myrmoderus ruficauda) is een zangvogel uit de familie Thamnophilidae (miervogels). Het is een bedreigde, endemische vogelsoort  in Brazilië.

## Kenmerken
De bruinkapmiervogel is circa 15 centimeter lang en weegt tot 24 gram. Deze soort vertoont seksuele dimorfie. Het mannetje heeft een zwart gezicht en keel, grijze geschulpte borst, olijfbruine bovendelen, okerachtig buik en roze poten. Het vrouwtje verschilt van het mannetje door een witte keel en een witachtige borst met geschulpte zwarte vlekjes.

## Verspreiding en leefgebied
Er zijn twee ondersoorten:
- M. r. soror - komt voor in Noordoost-Brazilië (van Zuid-Paraíba tot het zuiden van Alagoas).
- M. r. ruficauda - komt voor in het oosten van Brazilië (zuidoostelijk Bahia, oostelijk Minas Gerais en Espírito Santo).

De natuurlijke leefgebieden zijn subtropische of tropische droge bossen en subtropische of tropische vochtige laagland bossen. Deze leefgebieden bevinden zich op een hoogte onder de 700 meter boven zeeniveau in het bioom Atlantisch Woud.

## Status
De grootte van de populatie wordt geschat op 600 tot 1700 volwassen individuen, maar door habitatverlies nemen de aantallen matig snel af. Om deze redenen staat de bruinkapmiervogel als bedreigd op Rode Lijst van de IUCN.